# Castellazzo Bormida
Castellazzo Bormida é uma comuna italiana da região do Piemonte, província de Alexandria, com cerca de 4.636 habitantes. Estende-se por uma área de 45,19 km², tendo uma densidade populacional de 102,59 hab/km². Faz fronteira com Alessandria, Borgoratto Alessandrino, Casal Cermelli, Castelspina, Frascaro, Frugarolo, Gamalero, Oviglio, Predosa.

## Demografia
| Variação demográfica do município entre 1861 e 2011                               |
|                                                                                   |
| Fonte: Istituto Nazionale di Statistica (ISTAT) - Elaboração gráfica da Wikipedia |